# 第1次佐藤内閣
第1次佐藤内閣（だいいちじさとうないかく）は、佐藤栄作が第61代内閣総理大臣に任命され、1964年（昭和39年）11月9日から1965年（昭和40年）6月3日まで続いた日本の内閣。

## 概要
池田勇人（内閣総理大臣／自由民主党総裁）の病気退陣により、前の第3次池田改造内閣が総辞職し、佐藤栄作が後継総理総裁に指名された。
これを受けて佐藤は新政権の閣僚人事に入り、池田前首相の退陣の事情を考慮して佐藤は前内閣の閣僚をそのまま再任することを決めたが、その中で鈴木善幸内閣官房長官のみ池田に殉ずる形で再任を固辞したため、鈴木に代わり佐藤派の橋本登美三郎が官房長官に起用された以外は居抜き内閣の形で発足した。
通算7年8ヶ月続いた佐藤長期政権の幕開けである。1965年（昭和40年）2月10日の衆議院予算委員会において社会党の岡田春夫が自衛隊の極秘研究である三矢研究を暴露し、国会は一時この問題をめぐって紛糾した。

## 閣僚
- 内閣総理大臣 - 佐藤栄作(再入閣、佐藤派)
- 国務大臣（副総理、スポーツ担当） - 河野一郎(再任、河野派)
- 法務大臣 - 高橋等(再任、池田派)
- 外務大臣 - 椎名悦三郎(再任、川島派)
- 大蔵大臣 - 田中角栄  (再任、佐藤派)
- 文部大臣、科学技術庁長官 - 愛知揆一 (再任、佐藤派)
- 厚生大臣 - 神田博 (再任、大野派)
- 農林大臣 - 赤城宗徳(再任、川島派)
- 通商産業大臣 - 桜内義雄(再任、河野派)
- 運輸大臣 - 松浦周太郎 (再任、三木派)
- 郵政大臣 - 徳安実蔵(再任、旧大野派)
- 労働大臣 - 石田博英(再任、旧石橋派)
- 建設大臣、近畿圏整備長官、首都圏整備委員会委員長 - 小山長規(再任、池田派)
- 自治大臣、国家公安委員会委員長 - 吉武恵市(再任、参議院議員)
- 行政管理庁長官、北海道開発庁長官 -  増原惠吉(再任、佐藤派)
- 防衛庁長官 - 小泉純也 (再任、藤山派)
- 経済企画庁長官  - 高橋衛(再任、参議院議員)
- 内閣官房長官 - 橋本登美三郎(再入閣、佐藤派)
- 総理府総務長官 - 臼井荘一 (再任、三木派)
  - 内閣法制局長官 - 高辻正己
  - 内閣官房副長官（政務） - 竹下登
  - 内閣官房副長官（事務） - 石岡実(再任)
  - 総理府総務副長官 - 古屋亨(再任)

## 政務次官
- 法務政務次官 - 大坪保雄
- 外務政務次官 - 永田亮一
- 大蔵政務次官 - 鍛冶良作、鍋島直紹
- 文部政務次官 - 押谷富三
- 厚生政務次官 - 徳永正利
- 農林政務次官 - 館林三喜男、谷口慶吉
- 通商産業政務次官 - 岡崎英城、村上春蔵
- 運輸政務次官 - 大久保武雄
- 郵政政務次官 - 服部安司
- 労働政務次官 - 始関伊平
- 建設政務次官 - 白浜仁吉
- 自治政務次官 - 高橋禎一
- 行政管理政務次官 - 山本杉
- 北海道開発政務次官 - 大泉寛三
- 防衛政務次官 - 高橋清一郎
- 経済企画政務次官 - 伊東隆治
- 科学技術政務次官 - 纐纈弥三